# Elvira-Felsenratte
Die Elvira-Felsenratte (Cremnomys elvira) ist eine kaum erforschte Nagetierart aus der Gattung der Indischen Felsenratten (Cremnomys). Sie galt zwischen ihrer Erstbeschreibung im Jahr 1946 und dem Jahr 2014 als verschollen.

## Merkmale
Die Maßangaben sind nur von zwei Weibchen bekannt, die 1946 von Sir John Ellerman beschrieben wurden. Die Kopf-Rumpf-Längen betragen 149 und 126 mm, die Schwanzlängen 196 und 180 mm, die Hinterfußlängen 32 und 30 mm und die Ohrenlängen 21 und 22 mm. Die größten Schädellängen zwischen Hinterhauptbein und Nasenbein (Occipitonasallänge) betragen 41,1 und 38,2 mm, die Gaumenlängen 20,5 und 18,9 mm, die Diastemalängen 10,8 und 9,5 mm, die Gaumenlochlängen 9,1 und 7,9 mm, die Länge der Paukenblasen 5,9 und 5,6 mm und die Längen der Zahnreihe im Oberkiefer 6,1 und 5,9 mm. Der Schädel ist kräftig geriffelt, das Stirnbein ist ziemlich breit, die Paukenblasenlänge macht ungefähr 14 Prozent der Schädellänge aus, die Gaumenlöcher sind sehr lang und erstrecken sich zwischen den Zahnreihen. Die Länge des Gaumenbeins beträgt weniger als die Hälfte der Schädellänge. Die Schwanzlänge beträgt ungefähr 136 Prozent der Kopf-Rumpf-Länge. Die fünfte Hinterzehe ist ziemlich lang. Es sind offenbar sechs Fußsohlenpolster vorhanden. Das Fell ist an der Oberseite bräunlich-grau und an der Unterseite gräulich-weiß. Die Füße sind weiß. Der Schwanz ist zweifarbig. Das Weibchen hat drei Paar Milchdrüsen.

## Verbreitungsgebiet
Die Elvira-Felsenratte ist in den Ostghats endemisch, ihr bisher einziger Nachweis stammt aus der Region von Kurumbapatti im Distrikt Salem im indischen Bundesstaat Tamil Nadu.

## Lebensraum und Lebensweise
Die Elvira-Felsenratte bewohnt tropische halbtrockene und trockene Laubwälder und Gestrüpp. Sie kommt in felsigen Regionen in Höhenlagen zwischen 230 und 380 m vor. Ihre Lebensweise ist nachtaktiv und ihre Füße sind ans Graben angepasst. Sie bevorzugt Felsvorsprünge und Felslücken, die von spärlichen Grasbewuchs, Kräutern und hohen Bäumen umgeben sind.

## Status
Die IUCN listet die Elvira-Felsenratte in der Kategorie „vom Aussterben bedroht“ (critically endangered). Das Verbreitungsgebiet ist mit 100 km² sehr klein. Während einer viermonatigen Studie zwischen September und Dezember 2014 wurden zwölf ausgewachsene Tiere entdeckt. Zuvor hatte es seit der Erstbeschreibung im Jahr 1946 keine Nachweise über die Art gegeben. 
Es gab eine qualitative und quantitative Verschlechterung der Lebensraumbedingungen mit einer Rate von 20 bis 50 Prozent zwischen 2006 und 2016. Eine prognostizierte Rate geht von weniger als 20 Prozent in den nächsten 20 Jahren aus. Als Ursachen für den Rückgang der Art gelten die Ausweitung von menschlichen Siedlungen, Baumfällung für das Sammeln von Brennholz und Änderungen in der Landnutzung. Der Abbau und die Ablagerung von Schutt an den Ausläufern der kleinen Hügel an der Waldgrenze könnte zu schweren Schäden am Lebensraum führen. Auch die unkontrollierte Beweidung in den Felsgebieten könnte einen negativen Einfluss auf den Lebensraum haben.